# Tahir Mirkichili
Tahir Mirkichili est un homme politique azerbaïdjanais, membre des Ve et VIe législatures de l'Assemblée nationale d'Azerbaïdjan.

## Biographie
Tahir Mirkichili est né le 7 juin 1977 à Qubadli. Il est diplômé de la faculté des relations économiques internationales de l'Université d'État d'économie d'Azerbaïdjan. Il a étudié à l'Université d'Oxford dans le cadre du programme spécial "Économie et politique". Il est docteur en philosophie en économie.
T. Mirkichili parle anglais, allemand et russe.

### Carrière
En 2011-2015, il a travaillé comme conseiller principal au ministère du Développement économique de la République d'Azerbaïdjan et comme conseiller du ministre de l'Économie et de l'Industrie. Depuis 2000, il enseigne à l'Université d'État d'économie d'Azerbaïdjan.
Tahir Mirkichili est président du comité de la politique économique, de l'industrie et de l'entrepreneuriat de l'Assemblée nationale. Il est à la tête du groupe de travail sur les relations interparlementaires Azerbaïdjan-Autriche, membre des groupes de travail sur les relations avec les parlements du Biélorussie, des Émirats arabes unis, de la Grande-Bretagne, de la Chine, de l'Espagne, de la Suisse, de l'Italie, du Canada, de la Corée, de la Lituanie, Pays-Bas, Turquie et Japon.
Il est membre des délégations azerbaïdjanaises à l'Assemblée parlementaire de l'OSCE et à l'Assemblée parlementaire Euronest.

### Famille
Il est marié et a deux enfants

## Prix
- Médaille de Taraggui[3]